# JCSAT-2
JCSAT-２は、かつてJSAT社(現・スカパーJSAT)が打ち上げ、運用していた通信衛星。メーカーはヒューズで、1990年1月1日にタイタンⅢロケットにより打ち上げられた。
2002年に運用終了した。